# Марк Азиний Марцел (консул 54 г.)
Вижте пояснителната страница за други личности с името Марк Азиний Марцел.
Марк Азиний Марцел (на латински: Marcus Asinius Marcellus) е сенатор на Римската империя през 1 век.
Произлиза от клон Марцел на фамилията Азинии. Син е на Марк Азиний Агрипа (консул 25 г.), вторият син на Гай Азиний Гал (консул 8 г.) и Випсания Агрипина, бивша съпруга на Тиберий. Правнук е на историка Гай Азиний Полион (консул 40 г. пр.н.е.) и Квинкция.
През 54 г. Марцел е редовен консул от януари до юни заедно с Маний Ацилий Авиола.
Той е баща на Марк Азиний Марцел, който е консул 104 г. по времето на император Траян.